# 1998 DT11
1998 DT11 är en asteroid i huvudbältet som upptäcktes den 24 februari 1998 av NEAT vid Haleakalā-observatoriet.
Asteroiden har en diameter på ungefär 4 kilometer.